# يد الله (فلم)
يد الله هو فيلم مصري تم إنتاجه عام 1946، تأليف وإخراج يوسف وهبي، وبطولة يوسف وهبي وأمينة رزق.

## قصة الفيلم
أسرة صعيدية محافظة، إلا أن الابن الأكبر مبروك يقع في حبائل «زينات» الفتاة العصرية المستهترة ويستطيع إجبار الجميع على قبول زواجه منها، إلا أنها تمارس انحلالها بين أفراد الأسرة فتنجح في الإيقاع بالأخ الأصغر «محروس» في شباكها ويمارسان الرذيلة، ثم تهيم حبًا «بمحروس» وتخطط للتخلص من زوجها لتنال أخاه. تحاول الأم نفيسة أن تبعد شبح الدمار عن أسرتها، إلا أنها تفشل. تغافل «زينات» الزوج وتضاعف له كمية الدواء الذي يتعاطاه فيموت قتيلاً، لكن محروس ينتبه بعد أن قُتل أخاه ويحاول الانتقام منها فيتخلى عنها أولاً ثم يمارس عليها ضغوطًا عاطفية حتى ينتهى بها الأمر للجنون بعد أن فقدت الاثنين وأصبحت مجرمة.

## فريق العمل
إخراج وتأليف: يوسف وهبي
إنتاج: الفريد مزراحي
بطولة:
- يوسف وهبي
- أمينة رزق
- علوية جميل
- سراج منير
- محمود المليجي
- زوزو حمدي الحكيم
- لطفي الحكيم